# L'Allée des Acacias, au bois de Boulogne
L'Allée des Acacias, au bois de Boulogne est un tableau du peintre français Roger de La Fresnaye réalisé en 1908. Cette gouache sur carton représente une automobile avec chauffeur dans une allée fréquentée du bois de Boulogne, à Paris, alors qu'une élégante s'apprête à y monter. Un temps utilisée comme illustration d'une affiche publicitaire promouvant les véhicules que le frère de l'artiste fabriquait, elle est conservée au musée Carnavalet.